# Alex Fairchild
Alexander Thomas "Alex" Fairchild, nell'esercito noto come Slaphammer, è un personaggio della serie a fumetti WildStorm Gen¹³, scritta da Chuck Dixon e disegnata da Aron Wiesenfeld.
È il padre di Caitlin Fairchild, personaggio principale della serie, nonché di Roxy Spaulding, altro famoso membro del team.

## Personalità
Alex è un uomo semplice e genuino che adora la pace e la tranquillità, da sempre appassionato di vita all'aria aperta e di natura è un convinto ecologista, ed adora navigare e fare campeggio. Fairchild è frequente recarsi in posti sconosciuti o inesplorati immersi nella natura per potersi concentrare su se stesso e trovare risposte alle domande o ai dubbi che lo affliggono.
Fondamentalmente saggio, pacifico e rilassato, Fairchild è tuttavia un ottimo uomo d'azione capace di passare in un istante dalla tranquillità all'attacco qualora necessario, sebbene valuti attentamente la situazione e cerchi sempre di trovare una soluzione alternativa alla violenza.
Fairchild disapprova la burocrazia e odia per principio le persone che fanno fare il lavoro sporco a qualcun altro piuttosto che prendersi le proprie responsabilità.

## Biografia del personaggio
Alex Fairchild nacque in Iowa nel 1945, passati i suoi primi anni in una fattoria, si iscrisse in seguito nei berretti verdi. Durante questo periodo fu collocato in una base a San Antonio, Texas per un corso d'addestramento. Qui conobbe Gloria Spaulding di cui si innamorò e con cui iniziò una relazione sentimentale; tuttavia la donna era figlia del generale che gestiva la base, il quale non volendo che la figlia lo frequentasse mandò Fairchild in missione altrove dopo averlo arruolato nelle Forze Speciali.
Fairchild catturò l'attenzione di John Lynch, il quale lo arruolò nel Team 7 sotto il suo comando. Quando il gruppo fu usato come cavia dalle Operazioni Internazionali ed esposto al Fattore-Gen tuttavia i suoi membri disertarono e divennero latitanti. Alex spese i successivi anni della sua vita spostandosi di continuo a bordo di una barca per rendere impossibile il suo rintracciamento.
In questo periodo non viene precisato in quali circostanze mise incinta una donna non meglio precisata, la quale diede alla luce una bambina: Caitlin. Quando seppe che le Operazioni Internazionali stavano dando la caccia ai figli del Team 7 per i poteri insiti nel loro DNA egli preoccupato diede la figlia in affidamento a dei suoi parenti a Portland in Oregon, i quali la crebbero al posto suo. Non si conosce quale fu il destino dell'innominata madre della bambina perché Fairchild fu costretto a ciò.
Pur promettendo di riuscire a tornare dalla figlia egli non riuscì mai a mantenere la parola data poiché dovette vivere in fuga guardandosi perennemente le spalle dalle Operazioni Internazionali.
Si ricongiungerà alla figlia diversi anni dopo, scoprendola membro di Gen¹³ sotto l'ala protettrice dell'amico Lynch. L'uomo assisterà il gruppo in diverse occasioni, rivestendo addirittura il ruolo di mentore in assenza di Lynch e rivelando dopo alcuni numeri di essere anche il padre di Roxy, nata dalla relazione con Gloria Spaulding. La riunione di famiglia ha tuttavia breve durata poiché Alex in una missione successiva viene ucciso dal supercriminale Tindalos per aver abusato del suo potere.
Viene sepolto con una cerimonia privata nel luglio 1999; al suo funerale partecipano tutti gli ex-commilitoni del Team 7 e i Gen¹³.

## Poteri e abilità
Avendo servito le Forze Speciali degli USA per diversi anni come berretto verde, Alex Fairchild è un esperto di combattimento corpo a corpo, uso delle armi da fuoco, guida di mezzi pesanti, pilotaggio di aerei, manovre di infiltraggio e demolizioni.
L'esposizione al Fattore- Gen ha dotato Alex di impressionanti poteri psionici quali telepatia e telecinesi, questi poteri sono di un livello estremamente elevato e pericoloso, tanto che egli riesce a spostare oggetti giganteschi e creare folate di vento col solo pensiero, oltre a leggere i pensieri e comprendere i sentimenti altrui (empatia) inoltre può cancellare la memoria altrui, manipolare mentalmente le persone e creare uno scudo psionico per proteggere se stesso e gli altri dagli attacchi mentali di altri telepati.
I suoi poteri gli forniscono inoltre una sorta di guarigione accelerata, può infatti riprendersi da una ferita in pochi istanti, ma non è in grado di rigenerare quanto perso e gli rimane comunque il segno del colpo; ragione per la quale questa abilità non è una vera e propria rigenerazione spontanea.

Cameo di Alex Fairchild nel film animato di Gen¹³

Sebbene i suoi poteri siano completamente sotto il suo controllo per utilizzarli deve pagare un prezzo spropositato. Alex difatti, unico tra il Team 7, rischia di impazzire ogni volta che attiva le sue capacità sovrannaturali, le quali alterano la sua mente e danneggiano il suo corpo. I commilitoni chiamarono questo svantaggio dei poteri di Alex "La Furia" (The Rush).

## Altri Media
- Nella versione animata di Gen¹³ quando Caitlin entra nei laboratori del progetto Genesis trova un file riguardante il padre, la sua militanza nel Team 7 e la sua esposizione al Fattore-Gen. Stando a ciò che mostrano le immagini di accompagnamento

## Curiosità
- Alex Fairchild pratica un'ora di Taijiquan ogni mattina appena alzato.
- Ai tempi del Team 7 il suo marchio di riconoscimento era un asso di spade dipinto sull'occhio sinistro.